# Lista nagród i wyróżnień Spencera Tracy’ego
Spencer Tracy otrzymał szereg nagród i wyróżnień w trakcie 46-letniej kariery. Wygrywał lub nominowany był do nich za pracę w filmach. Dziewięciokrotnie uzyskiwał nominacje do nagrody Akademii Filmowej, z czego zdobył dwie statuetki Oscara – za kreacje rybaka Manuela Fidello w filmie przygodowym Bohaterowie morza (1937) i księdza Edwarda J. Flanagana w dramacie biograficznym Miasto chłopców (1938). Był także, spośród czterech nominacji, laureatem Złotego Globu, dwukrotnym zdobywcą włoskiego Davida di Donatello, brytyjskiej nagrody BAFTA oraz hiszpańskiej Fotogramas de Plata dla najlepszego aktora zagranicznego.
Spencer Tracy był pierwszym aktorem w historii, który zdobył Oscara dwa razy z rzędu w kategorii dla najlepszego aktora pierwszoplanowego. American Film Institute kilkukrotnie doceniał jego talent, między innymi umieszczając go w 1999 na 9. miejscu w rankingu „największych aktorów wszech czasów”, klasyfikując postać Edwarda J. Flanagana na 42. lokacie listy „największych bohaterów w historii kina” (2003) oraz zestawiając trzy produkcje z jego udziałem w przygotowanym przez siebie notowaniu „100 najbardziej inspirujących filmów wszech czasów” (2006). Od 8 lutego 1960 posiada gwiazdę na Hollywoodzkiej Alei Gwiazd, która mieści się przy 6814 Hollywood Boulevard.

## Nagrody i nominacje

### Nagroda Akademii Filmowej

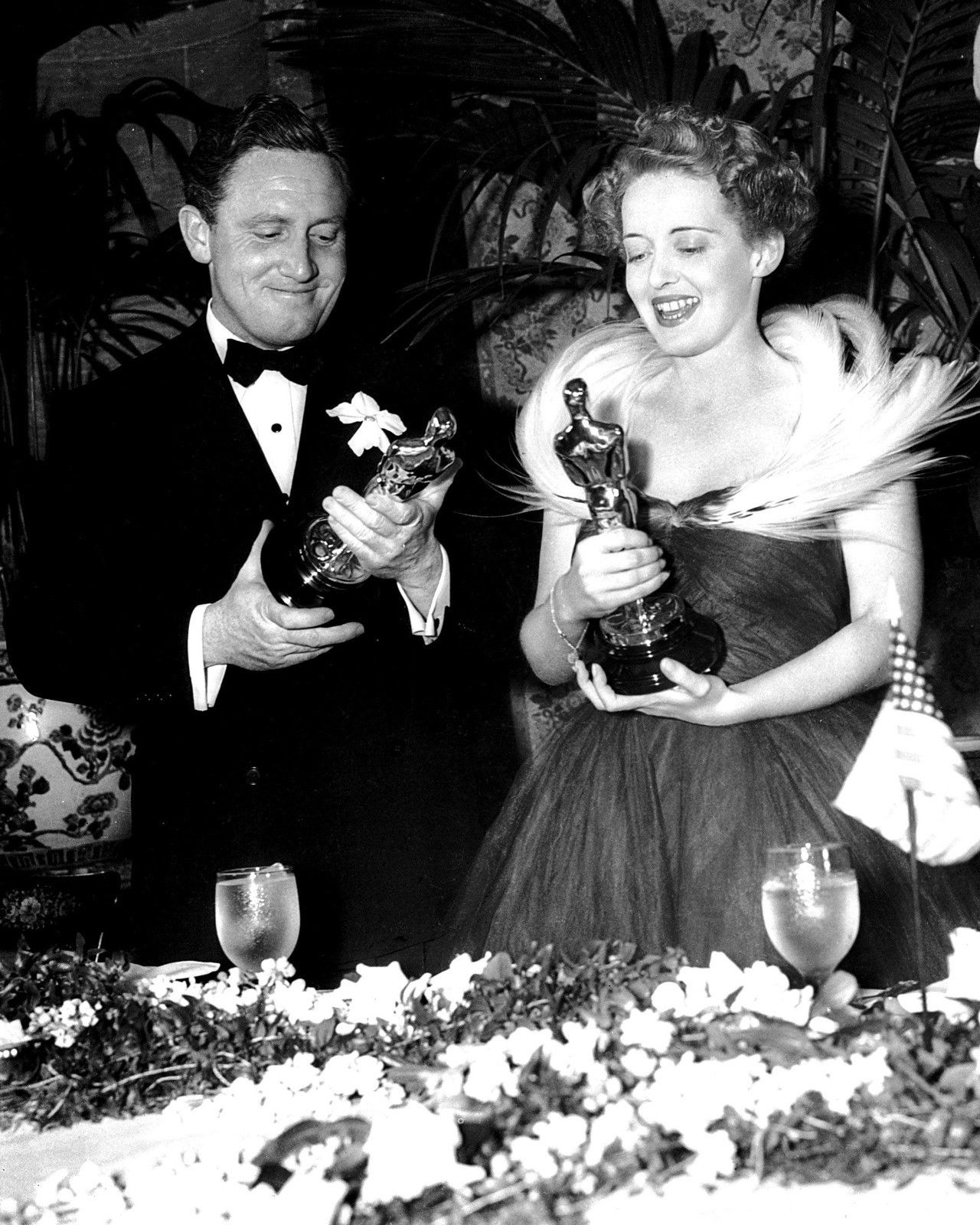
Spencer Tracy i Bette Davis podczas ceremonii wręczenia Oscarów w 1939. Tracy otrzymał drugą statuetkę za rolę w filmie Miasto chłopców (1938)

Nagrody Akademii Filmowej, zwane powszechnie Oscarami, są corocznie przyznawane przez Amerykańską Akademię Sztuki i Wiedzy Filmowej (AMPAS) najlepszym artystom przemysłu filmowego. Tracy był dziewięciokrotnie nominowany do tej nagrody w kategoriach konkursowych i otrzymał dwie statuetki dla najlepszego aktora pierwszoplanowego. Odbierając nagrodę w 1939, podczas swojej przemowy przyznał: „ja naprawdę szczerze nie czuję się odpowiednią osobą, aby móc przyjąć tę nagrodę. Mógłbym to zaakceptować tylko wtedy, jeśli byłaby przeznaczona dla wspaniałego i wielkiego ojca Flanagana”. W ramach podziękowań, przesłał statuetkę duchownemu.
| Rok  | Nominowane dzieło               | Kategoria                       | Wynik     |
| ---- | ------------------------------- | ------------------------------- | --------- |
| 1937 | San Francisco                   | Najlepszy aktor pierwszoplanowy | Nominacja |
| 1938 | Bohaterowie morza               | Najlepszy aktor pierwszoplanowy | Wygrana   |
| 1939 | Miasto chłopców                 | Najlepszy aktor pierwszoplanowy | Wygrana   |
| 1951 | Ojciec panny młodej             | Najlepszy aktor pierwszoplanowy | Nominacja |
| 1956 | Czarny dzień w Black Rock       | Najlepszy aktor pierwszoplanowy | Nominacja |
| 1959 | Stary człowiek i morze          | Najlepszy aktor pierwszoplanowy | Nominacja |
| 1961 | Kto sieje wiatr                 | Najlepszy aktor pierwszoplanowy | Nominacja |
| 1962 | Wyrok w Norymberdze             | Najlepszy aktor pierwszoplanowy | Nominacja |
| 1968 | Zgadnij, kto przyjdzie na obiad | Najlepszy aktor pierwszoplanowy | Nominacja |

### Złoty Glob
Złote Globy wręczane są corocznie przez Hollywoodzkie Stowarzyszenie Prasy Zagranicznej (HFPA), która wyróżnia wybitne osiągnięcia w branży rozrywkowej, zarówno krajowej, jak i zagranicznej oraz skupia uwagę szerokiej publiczności na najlepszych filmach kinowych i telewizyjnych. Spośród czterech nominacji, Tracy zdobył jedną nagrodę.
| Rok  | Nominowane dzieło               | Kategoria                             | Wynik     |
| ---- | ------------------------------- | ------------------------------------- | --------- |
| 1954 | Aktorka                         | Najlepszy aktor w filmie dramatycznym | Wygrana   |
| 1959 | Stary człowiek i morze          | Najlepszy aktor w filmie dramatycznym | Nominacja |
| 1961 | Kto sieje wiatr                 | Najlepszy aktor w filmie dramatycznym | Nominacja |
| 1968 | Zgadnij, kto przyjdzie na obiad | Najlepszy aktor w filmie dramatycznym | Nominacja |

### David di Donatello

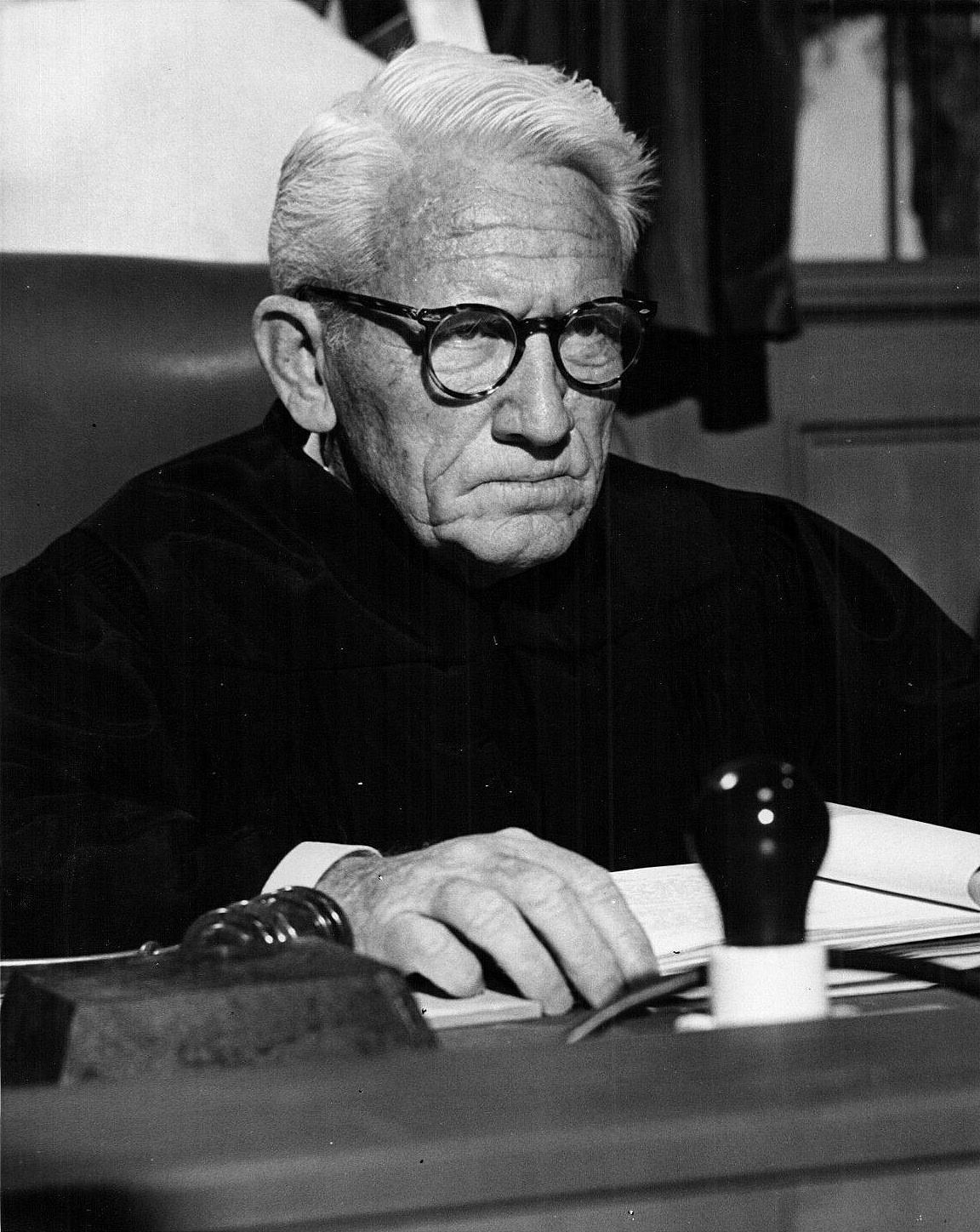
Spencer Tracy w scenie z filmu Wyrok w Norymberdze (1961), za występ w którym otrzymał Davida di Donatello

David di Donatello jest nagrodą filmową przyznawaną od 1956 przez Włoską Akademię Filmową. Spośród dwóch nominacji, Tracy zdobył dwie statuetki w kategorii dla najlepszego aktora zagranicznego.
| Rok  | Nominowane dzieło               | Kategoria                   | Wynik   |
| ---- | ------------------------------- | --------------------------- | ------- |
| 1962 | Wyrok w Norymberdze             | Najlepszy aktor zagraniczny | Wygrana |
| 1968 | Zgadnij, kto przyjdzie na obiad | Najlepszy aktor zagraniczny | Wygrana |

### Festiwal Filmowy w Cannes
Festiwal Filmowy w Cannes uchodzi za najbardziej prestiżowy na świecie. Odbywa się corocznie w Palais des Festivals et des Congrès na południu Francji. W 1955 Tracy zdobył nagrodę w kategorii dla najlepszego aktora pierwszoplanowego za występ w filmie Czarny dzień w Black Rock (1955).
| Rok  | Nominowane dzieło         | Kategoria       | Wynik   |
| ---- | ------------------------- | --------------- | ------- |
| 1955 | Czarny dzień w Black Rock | Najlepszy aktor | Wygrana |

### Fotogramas de Plata
Coroczna nagroda przyznawana przez hiszpański dziennik filmowy „Fotogramas”. Tracy był raz nominowany i zdobył główną nagrodę.
| Rok  | Nominowane dzieło   | Kategoria                   | Wynik   |
| ---- | ------------------- | --------------------------- | ------- |
| 1963 | Wyrok w Norymberdze | Najlepszy aktor zagraniczny | Wygrana |

### Nagroda BAFTA

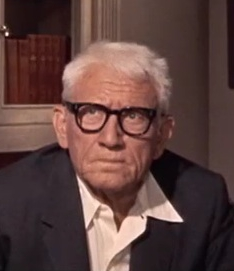
Spencer Tracy w scenie z filmu Zgadnij, kto przyjdzie na obiad (1967), za występ w którym został pośmiertnie uhonorowany nagrodą BAFTA

Nagrody BAFTA przyznawane są corocznie przez Brytyjską Akademię Sztuk Filmowych i Telewizyjnych w dziedzinie filmu. Tracy był pięciokrotnie nominowany do tej nagrody, zdobywając pośmiertnie jedną statuetkę.
| Rok  | Nominowane dzieło               | Kategoria                   | Wynik     |
| ---- | ------------------------------- | --------------------------- | --------- |
| 1954 | Aktorka                         | Najlepszy aktor zagraniczny | Nominacja |
| 1957 | Śniegi w żałobie                | Najlepszy aktor zagraniczny | Nominacja |
| 1959 | The Last Hurrah                 | Najlepszy aktor zagraniczny | Nominacja |
| 1961 | Kto sieje wiatr                 | Najlepszy aktor zagraniczny | Nominacja |
| 1969 | Zgadnij, kto przyjdzie na obiad | Najlepszy aktor zagraniczny | Wygrana   |

### Nagroda Laurela
Nagroda Laurela została utworzona w 1957 przez magazyn „Motion Picture”. Przyznawana była twórcom filmowym, aktorom, reżyserom i kompozytorom do 1971. Tracy uzyskał dwie nominacje.
| Rok  | Nominowane dzieło               | Kategoria                              | Wynik     |
| ---- | ------------------------------- | -------------------------------------- | --------- |
| 1961 | Kto sieje wiatr                 | Najlepszy występ w filmie dramatycznym | Nominacja |
| 1968 | Zgadnij, kto przyjdzie na obiad | Najlepszy występ w filmie dramatycznym | Nominacja |

### Nagroda Stowarzyszenia Nowojorskich Krytyków Filmowych
Nagroda Stowarzyszenia Nowojorskich Krytyków Filmowych (NYFCC) przyznawana jest corocznie w dziedzinie filmu od 1935 przez Stowarzyszenie Nowojorskich Krytyków Filmowych. Tracy był czterokrotnie nominowany.
| Rok  | Nominowane dzieło               | Kategoria       | Wynik     |
| ---- | ------------------------------- | --------------- | --------- |
| 1937 | Bohaterowie morza               | Najlepszy aktor | Nominacja |
| 1937 | Jestem niewinny                 | Najlepszy aktor | Nominacja |
| 1939 | Miasto chłopców                 | Najlepszy aktor | Nominacja |
| 1967 | Zgadnij, kto przyjdzie na obiad | Najlepszy aktor | Nominacja |

### National Board of Review
Organizacja National Board of Review (NBR MP) powstała w 1909. Towarzystwo działa między innymi na rzecz promowania komentarzy na temat wszystkich aspektów produkcji filmowej poprzez oferowanie programów edukacyjnych i seminariów dla studentów na kierunku filmoznawstwa. Tracy był wyróżniany w 1938 i 1958.
| Rok  | Nominowane dzieło                       | Kategoria        | Wynik   |
| ---- | --------------------------------------- | ---------------- | ------- |
| 1938 | Miasto chłopców                         | Najlepszy występ | Wygrana |
| 1958 | Stary człowiek i morze, The Last Hurrah | Najlepszy aktor  | Wygrana |

## Inne wyróżnienia

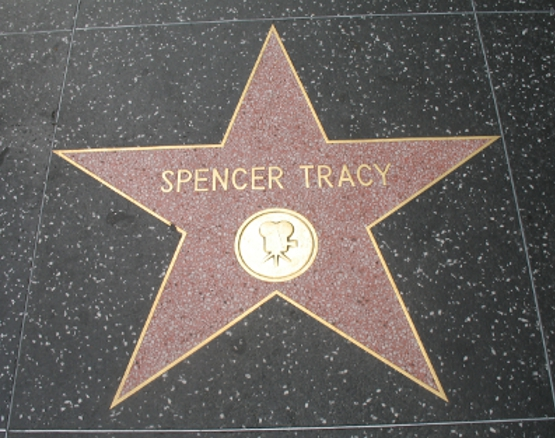
Gwiazda Tracy’ego na Alei Gwiazd

8 lutego 1960, za wkład w przemysł filmowy, Tracy otrzymał gwiazdę na Hollywoodzkiej Alei Gwiazd, która mieści się przy 6814 Hollywood Boulevard. W 1996 nazwisko aktora zostało zamieszczone na 15. miejscu w rankingu „100 największych gwiazd filmowych wszech czasów”, przygotowanym przez tygodnik „Entertainment Weekly”.
W czerwcu 1999 American Film Institute umieścił Spencera Tracy’ego na 9. lokacie zestawienia „największych aktorów wszech czasów”. Trzy produkcje z jego udziałem, AFI zamieścił w 2006 na przygotowanej przez siebie liście „100 najbardziej inspirujących filmów wszech czasów” – Bohaterowie morza (1937) na 94. miejscu, Miasto chłopców (1938) na 81. miejscu i Zgadnij, kto przyjdzie na obiad (1967) na 35. lokacie Kreacja księdza Edwarda J. Flanagana w dramacie biograficznym Miasto chłopców, została sklasyfikowana przez AFI na 42. pozycji w rankingu na „największego bohatera w historii kina”.
Uniwersytet Kalifornijski w Los Angeles ustanowił nagrodę UCLA Spencer Tracy Award, która przyznawana jest za „doskonałość w działaniu filmowym”. W przeszłości, jej laureatami byli między innymi: Anthony Hopkins, Denzel Washington, James Stewart, Kirk Douglas, Michael Douglas, Morgan Freeman i Tom Hanks.
Siedem z jego filmów: Jestem niewinny (1936), Kobieta roku (1941), Żebro Adama (1949), Czarny dzień w Black Rock (1955), Wyrok w Norymberdze (1961), Jak zdobywano Dziki Zachód (1962) i Zgadnij, kto przyjdzie na obiad wpisano do National Film Registry.